# Войцех Хмеляж
Во́йцех Хме́ляж (пол. Wojciech Chmielarz; нар. 21 березня 1984, Гливиці, Катовицьке воєводство, Польща) — польський письменник і журналіст. Автор книг із циклу «Якуб Мортка», автор статей для часописів «Puls Biznesu», «Polityka» та «Nowa Fantastyka».
У 2013 та 2014 роках був номінантом Нагороди великого калібру, а в 2015 році став її лауреатом за роман Przejęcie.

## Творчість
- Podpalacz (2012)[6]
- Farma Lalek (2013)[7]
- Przejęcie (2014)[8]
- Królowa głodu (2014)[9]
- Wampir (2015)[10]
- Osiedle marzeń 2016[11]